# Nine Destinies and a Downfall
Nine Destinies and a Downfall es el tercer álbum de estudio de la banda noruega de metal gótico Sirenia, en su regreso tras el EP Sirenian Shores de 2004. Tiene como principal novedad el cambio de la voz femenina, Monika Pedersen que ha reemplazado a Henriette Bordvik, mientras que el líder de la banda Morten Veland tiene una participación más discreta de lo usual en ese aspecto.
"Nine Destinies and a Downfall" representa un giro importante para el grupo con unas guitarras menos revolucionadas y estribillos simples y pegadizos. Ya no se utiliza el violín, y los coros de ópera ocupan una parte muy pequeña en ciertas canciones. El primer sencillo es “My Mind's Eye” y el segundo (sólo como vídeo promocional) "The Other Side". Ambos con los primeros vídeos producidos por la banda.
En la parte compositiva del disco, la música puramente oscura y atmosférica, ha dado paso a sonidos más frescos y actuales. Además, cambia el protagonismo vocal de Morten, que en esta ocasión pasa a ser un mero acompañamiento, y es la melodía de la suave voz de Monika la principal. De hecho, Veland solo vocaliza brevemente en tres canciones, cediéndole toda la labor a la danesa.
Sin embargo, el disco no se considera un cambio radical, pues los violines y teclados creando ambiente continúan presentes, pero los estribillos se antojan mucho más accesibles, haciéndonos reconocer, incluso, a bandas de la actual escena.
Esto se comienza a apreciar poco a poco en la primera “The Last Call”, un medio tiempo que nos hace intuir perfectamente por dónde ha tirado la banda. El protagonismo de Monika, es irrefutable, y lo comentado del estribillo salta por sí solo. Aunque el contexto parece haber cambiado, la esencia del grupo, sigue dejándose vislumbrar por momentos, como es el caso de “My mind´s eye”.
Según avanzamos en el disco, se encuentran diferentes vertientes de por dónde quiere transcurrir esta banda, así “One by one” o “Absent without leave” se puede encontrar canciones bien estrucuradas, sin guturales; mientras que en “Sundown” la voz gutural de Morten recupera el protagonismo en los estribillos.
Hacia al final, podemos ver más latentes los resquicios de los antiguos Sirenia. Esto nos lo encontramos en las grandes “Seven keys and nine doors” y en “Downfall”, que con sus tintes más oscuros, melancólicos y atmosféricos, nos recuerdan el origen del guitarrista. Y para finalizar un buen disco de gothic, qué mejor que una triste balada a medio tiempo, perfectamente acompañada por sonidos de violín y violoncello, que junto con el teclado, otorgan de una sentada toda la atmósfera que muchos parecen haber perdido a lo largo de las anteriores ocho pistas.
Nine Destinies and a Downfall es un disco breve de apenas 43 minutos y está compuesto por 9 temas. La producción es por Nuclear Blast, un sello que se espera les reportará grandes beneficios en cuanto a su imagen, lanzamiento y consolidación mundial.

## Lista de canciones
Todas las canciones compuestas por Morten Veland:

| N.º | Título                                                    | Duración |  |
| 1.  | «The Last Call»                                           | 04:45    |  |
| 2.  | «My Mind's Eye»                                           | 03:41    |  |
| 3.  | «One by One»                                              | 05:28    |  |
| 4.  | «Sundown»                                                 | 05:05    |  |
| 5.  | «Absent Without Leave»                                    | 04:54    |  |
| 6.  | «The Other Side»                                          | 03:55    |  |
| 7.  | «Seven Keys and Nine Doors»                               | 04:55    |  |
| 8.  | «Downfall»                                                | 04:44    |  |
| 9.  | «Glades of Summer»                                        | 05:36    |  |
| 10. | «My Mind's Eye» (radio edit, limited edition bonus track) | 03:17    |  |

## Créditos
- Morten Veland – Voz gutural, voz limpia, guitarra, bajo, teclado, programaciones.
- Monika Pedersen – Voz
- Jonathan Pérez – Batería

### Músicos de sesión
- The Sirenian Choir : Damien Surian, Mathieu Landry, Emmanuelle Zoldan, Sandrine Gouttebel – Coro